# ديفيد غارسيا
ديفيد غارسيا (بالإسبانية: David García Dapena)‏ مواليد 30 سبتمبر 1977 في بونتيفيدرا، إسبانيا، هو دراج إسباني سابق في صنف سباق الدراجات على الطريق.

## سجل النتائج

### سباقات أو مراحل فاز بها
- طواف إسبانيا

### المراكز
- حقق المركز الـ 1 في طواف تركيا 2008

## روابط خارجية
- ديفيد غارسيا على موقع الاتحاد الدولي للدراجات (الإنجليزية)
- ديفيد غارسيا على موقع أرشيف الدراجات (الإنجليزية)
- ديفيد غارسيا على موقع إحصائيات الدراجات الإحترافية (الإنجليزية)
- ديفيد غارسيا على موقع نسبة الدراجات (الإنجليزية)